# Сент-Мері Екс 30
Сент-Мері Екс 30 (англ. 30 St Mary Axe, неформально "The Gherkin") — хмарочос в Лондоні, Велика Британія. Висота 40-поверхового будинку становить 180 м. Будівництво було розпочато в 2001 і завершено в 2003 році. 27 квітня 2004 року будинок було офіційно відкрито. Мешканці за зеленуватий відтінок скла та характерну форму називають його огірок, або корнішон (The Gherkin), хоч архітекторів надихнула шишка[джерело?]. Проєкт було розроблено англійським архітектурним бюро Foster and Partners.
Сент-Мері Екс 30 розміщений у фінансовому центрі Лондона, та є штаб-квартирою компанії Swiss Re.

## Історія
Будівництво будинку було розпочато в 2001 році на місці Балтійської біржі, будівля котрої була серйозно пошкоджена під час теракту 10 квітня 1992 року, організованого Ірландською республіканською партією. 

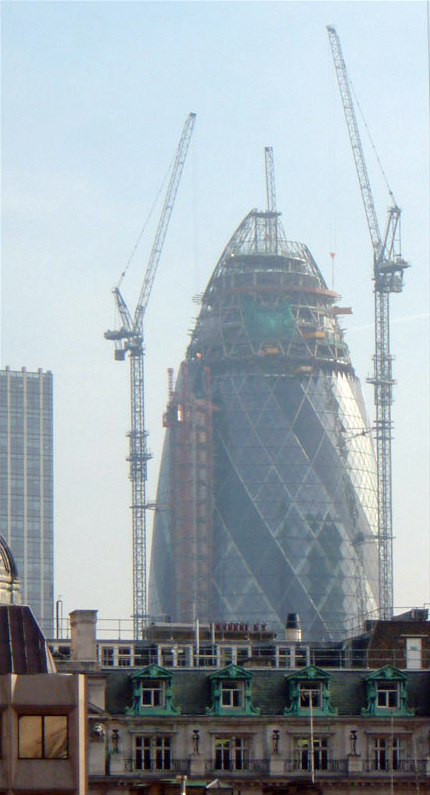
Будівництво в 2002 році

Спочатку уряд Великої Британії, Англійська спадщина, мерія Лондонського Сіті прагнули щоб будь-яка реконструкція включала повне відновлення старого фасаду. Пізніше Англійська спадщина підрахувавши що збитки були більшими ніж оцінювалося, перестане наполягати на відновленні. Не маючи достатніх коштів для відновлення будинку, в 1995 році Балтійської біржа продала територію компанії Трафальгальский будинок. Після цього з ділянки було демонтовано усі комунікації та інше і було збережено лише інтер’єр та фасад біржі. 
Спочатку на місці зруйнованої Балтійської біржі планувалась побудова 300-х метрової вежі Міленніум, але потім її висота була переглянута. 
23 серпня 2000 року заступник прем’єр-міністра Джон Прескотт надав дозвіл на будівництва будинку більшого за Балтійську біржу. Розробку проєкту було надано архітектурному бюро Foster and Partners. Будівництво було розпочато в 2001 році і завершено в 2003, а офіційне відкриття відбулося 27 квітня 2004 року.
У 2003 році хмарочос отримав нагороду Emporis Skyscraper Award як найкращий хмарочос світу в цьому році. А в 2004 році він отримав щорічну премію Джона Стірлінга. 
У 2006 році будинок був виставлений на продаж страховою компанією Swiss Re. А 21 лютого 2007 році було оголошено про продаж будинку за £600 млн німецькій IVG Immobilien та англійській інвестиційній компанії Evans Randall. Проте Swiss Re не покинуло будинок, а залишилося головним орендарем.

## Архітектура

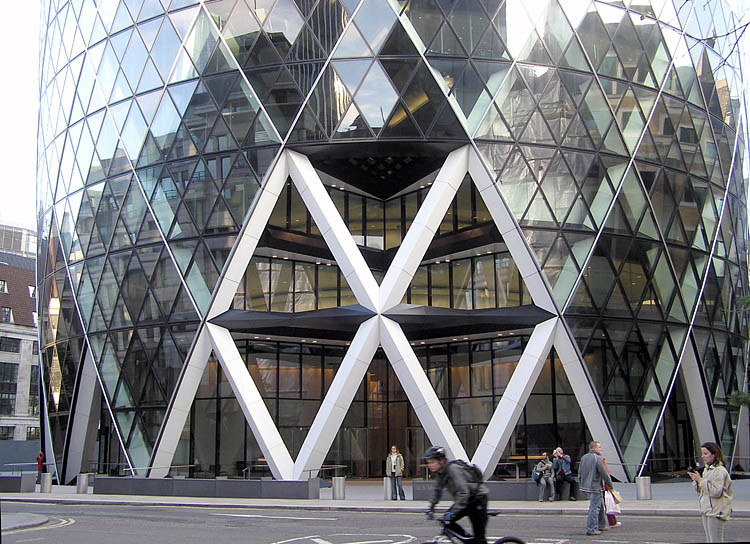
Нижня частина башти

Будинок має круглу форму, котра розширяється знизу до середини та звужується з середини до верху. Тим самим будинок не виглядає громіздким на відміну від звичайних прямокутних хмарочосів. Завдяки такій формі збільшується проникнення сонячного світла на нижні поверхи. Якби будинок займав усе місце колишньої Балтійської біржі, то вулиці поруч з ним були б занадто вузькими. Замість цього будівля має невелику круглу основу, що складається з центрального ядра і сітки з пересічних сталевих елементів. Традиційний будинок мав би дуже потужну центральну основу, однак, завдяки жорсткості подвійних діагональних сталевих ґрат, центральний елемент було зроблено дуже тонким, що дозволило залишити багато вільного простору біля основи будинку.

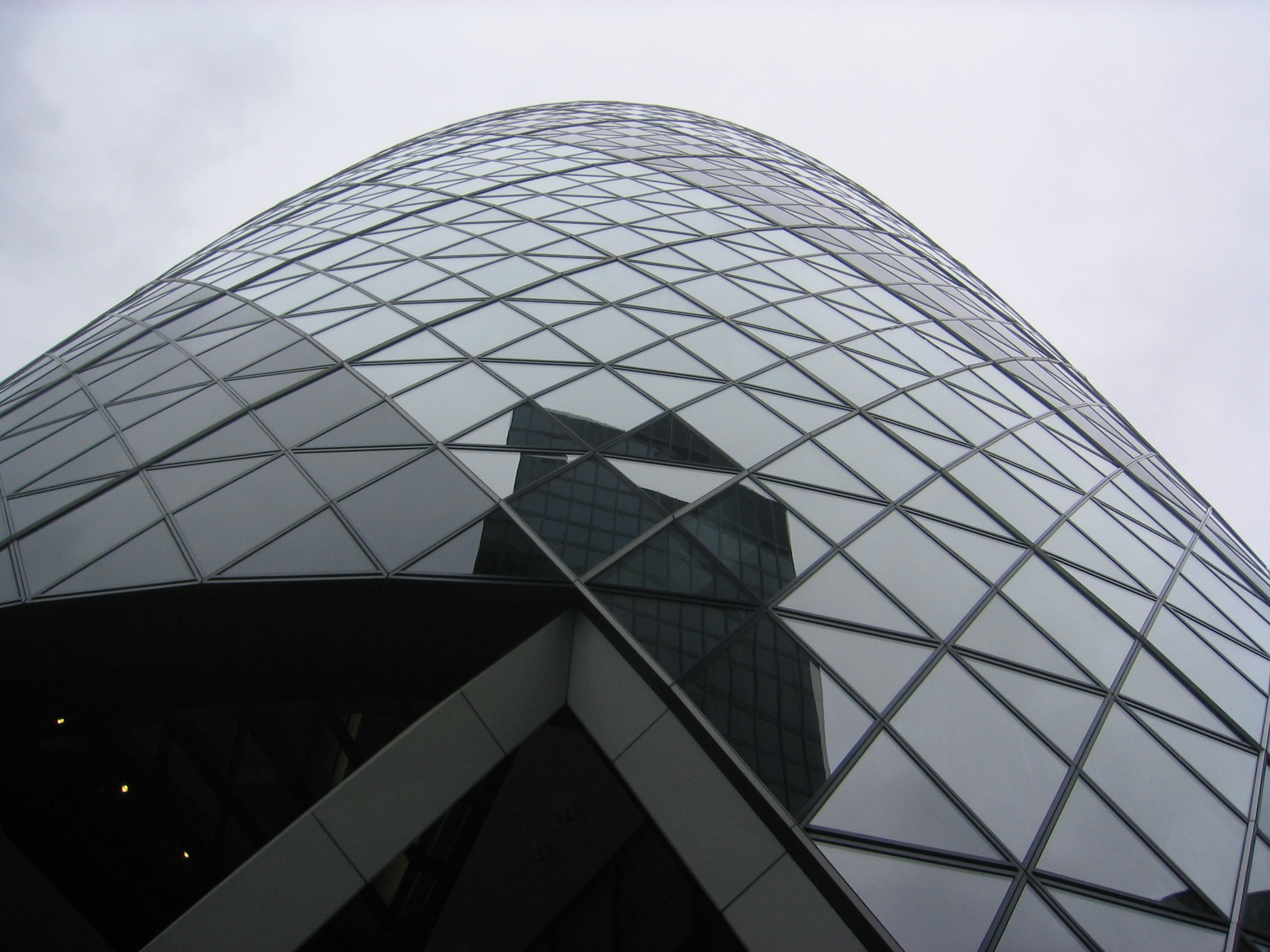
Решітка будинку

Аеродинамічна форма змушує вітер плавно огинати будинок, що мінімізує завихрення повітря. Випробування моделі хмарочосу в аеродинамічній трубі довели, що будівництво істотно поліпшить повітря в навколишньому районі. Крім того, природний рух повітря навколо будівлі створює постійну різницю тисків у різних фасадів, що дозволяє вентилювати будівлю природним шляхом таким чином, що 40% часу системи штучного кондиціонування можуть бути вимкнені. Для покращення вентиляції будинку між кожним поверхом були створені спеціальні прогалини куди заходить повітря. 
В більшості будинків ліфтове обладнання знаходиться на даху, проте через те що дах огірка овальний та скляний, а на останньому поверсі розташований оглядовий майданчик, то ліфтове знаряддя знаходиться на 34 поверсі.
На останньому поверсі будинку, під скляним куполом знаходиться бар та оглядовий майданчик, з котрого відкривається панорама Лондона на 360°. В будинку також працюють ресторан та приватні їдальні, вони розташовані на 38 та 39 поверхах.

## В кіно
- 2005 — «Матч-пойнт», режисер Вуді Аллен. Головний герой Кріс працює в цьому будинку.[7]
- 2006 — «Основний інстинкт 2», режисер Майкл Кейтон-Джонс. В будинку розташований офіс доктора Майкла Гласа.
- 2006 — Хороший рік. Головний герой Макс Скіннер працює в цьому будинку.[8]
- 2013 — Шерлок
- 2013 — Тор 2: Царство темряви[9]